# 中国商用飞机
中国商用飞机有限责任公司（英語：Commercial Aircraft Corporation of China, Ltd.），简称中国商飞，是中华人民共和国研制大型民航飛機的国有企业。公司目标是生产成为拥有自主知识产权和国际竞争力的大型寬體民用飞机制造商。

## 历史
2007年2月26日，时任国务院总理温家宝主持召开国务院常务会议，听取大型飞机重大专项领导小组关于大型飞机方案论证工作汇报，原则批准大型飞机研制重大科技专项正式立项，同意组建大型客机股份公司。2008年5月11日，中国商用飞机有限责任公司在上海市成立。
2015年10月22日，商飞民用飛機试飞中心奠基在上海浦东新区祝桥镇上飛路919號。建成后将主要承担试飞工程技术研究、专业试验、数字仿真、试飞测试技术研究、试飞测试数据处理、试飞员培训、机务培训等任务，成为民用飞机试飞研制的重要载体。
2016年1月12日，商飞在位于世博园区央企总部基地的总部新大楼举行升旗仪式，正式启用总部新大楼。
2016年1月13日，商飞民用飞机试飞中心山東东营基地商飛大道919號正式揭牌启用。将逐步建设试飞调整机库、停机坪、测试及指挥大厅、测试改装中心、模拟试飞实验室和培训飛行中心等，承担民用飞机试飞任务。
中国商飞公司“十三五”规划從2016年到2020年，项目主要建设试飞中心、维修中心、交付中心，生产运营基地、培训和国际交流基地，东营飞行学校等“三个中心、两个基地、一个学校”。
2021年1月20日，隨著最後一架在上海大場機場組裝的ARJ21（现称C909）下線，中國商飛大場生產線正式關閉，以配合大場機場搬遷。公司的前身上海飛機製造廠，就是在此放飛麦道與運10等機體。
2021年4月24日，中国商飞江西生产试飞中心竣工，這是中國首个国产大飞机生产试飞中心。
2024年10月，中國商飛先後在新加坡和香港開設辦事處，新加坡辦事處為國產大飛機出海的重要一步，具有標誌性意義；而香港辦事處則將為東南亞及「一帶一路」國家及地區的航空公司客戶提供航材保障、維修支援、客戶培訓等方面的服務。中國商飛亦和港機集團簽訂合作備忘錄，在飛機機身、部件及物料管理服務方面建立合作關係，以應對ARJ21（现称C909）和C919等中國商飛飛機日益增長的維修需求。

## 美國制裁
2021年1月，美國政府將中國商飛列為中國人民解放軍「擁有或控制」的公司，從而禁止任何美國公司或個人對其進行投資。

## 组织架构

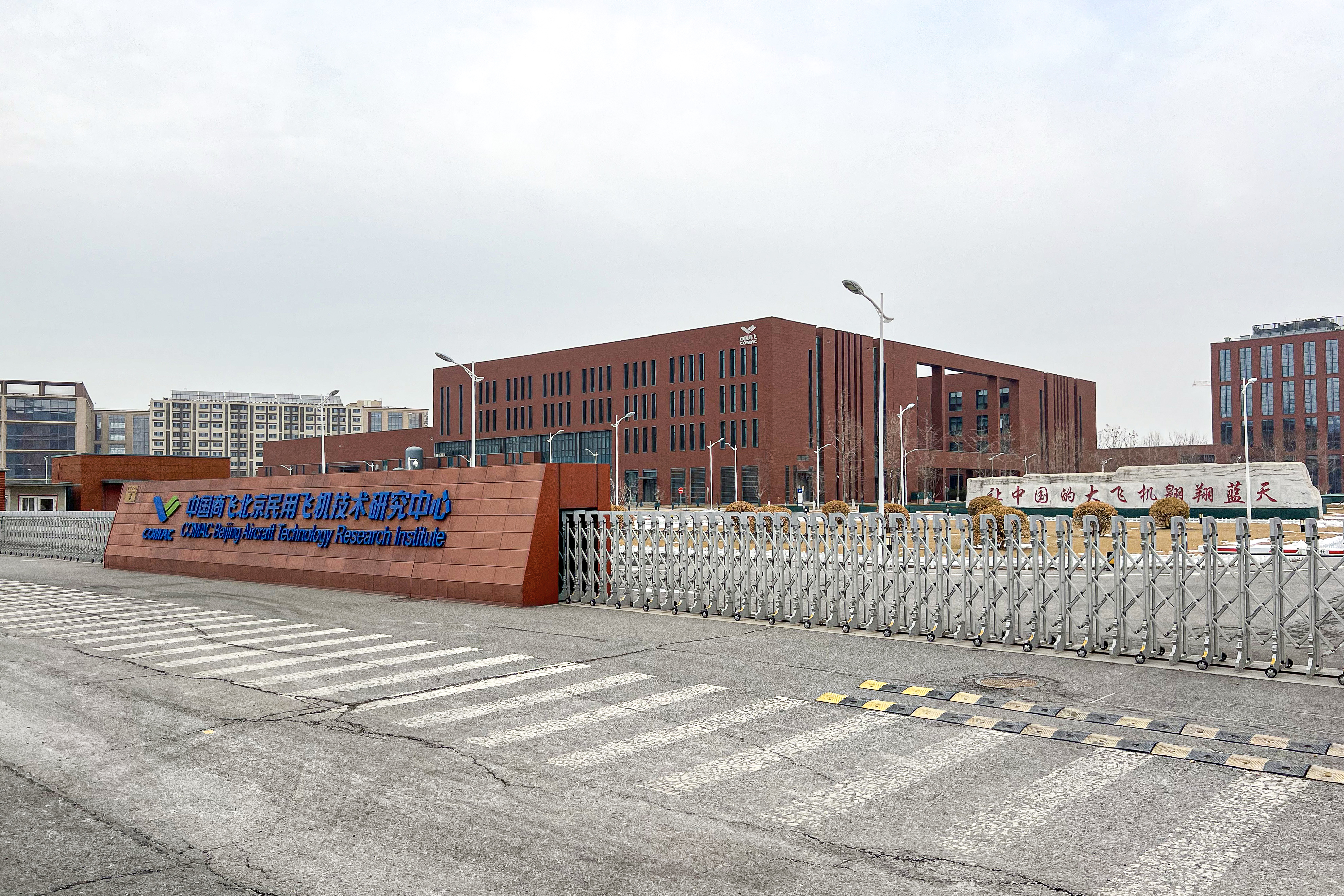
北京民用飞机技术研究中心，位于北京未来科学城北区

中国商飞公司下辖：“一个总部，七大中心”的格局基本形成。
- 一、中国商飞客户服务中心（上海飞机客户服务有限公司）31°01′04.43″N 121°26′46.19″E / 31.0178972°N 121.4461639°E，2008年10月7日成立。
- 二、中国商飞总装制造中心（上海飞机制造有限公司）大場基地（2021年1月20日關閉）31°18′45.23″N 121°25′36.03″E / 31.3125639°N 121.4266750°E、总装制造中心浦东基地31°05′11.19″N 121°51′21.05″E / 31.0864417°N 121.8558472°E連浦東國際機場內15/33專用跑道，2009年6月6日成立。
- 三、中国商飞设计研发中心（上海飞机设计研究院）31°10′11.49″N 121°35′54.79″E / 31.1698583°N 121.5985528°E，2009年11月30日成立。
- 四、中国商飞北京研究中心（北京民用飞机技术研究中心）40°07′53.07″N 116°28′07.77″E / 40.1314083°N 116.4688250°E，2011年12月18日成立。
- 五、中国商飞民用飞机试飞中心山東東營基地37°29′42.91″N 118°47′03.31″E / 37.4952528°N 118.7842528°E、試飛中心浦東祝橋鎮31°06′16.42″N 121°46′18.23″E / 31.1045611°N 121.7717306°E，2012年4月23日成立。
- 六、中国商飞基础能力中心（上海航空工业（集团）有限公司）31°10′36.67″N 121°27′12.47″E / 31.1768528°N 121.4534639°E，2013年5月11日成立。
- 七、中国商飞江西生產試飛中心（南昌瑤湖機場）28°42′07.04″N 116°06′22.03″E / 28.7019556°N 116.1061194°E，2021年4月24日成立。

## 产品列表

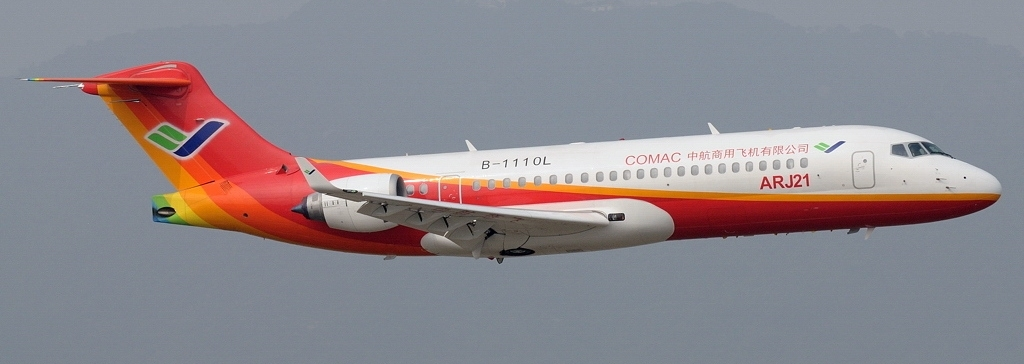
C909（原ARJ21）
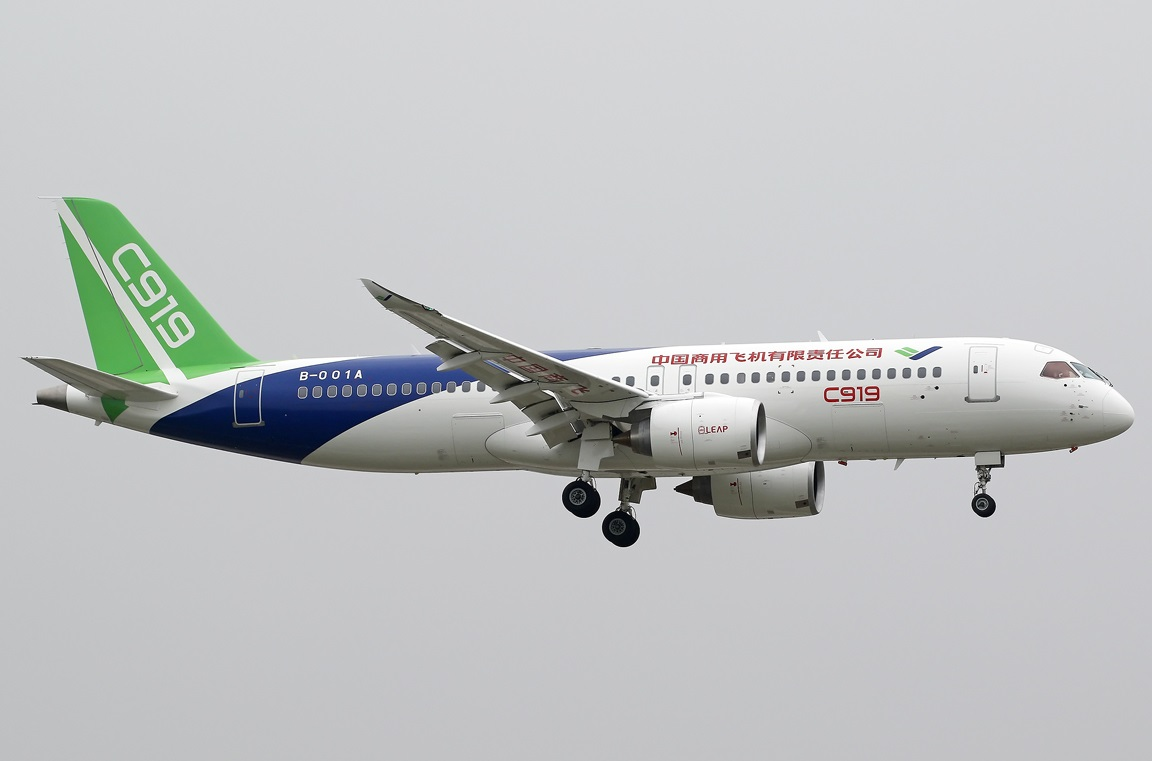
C919
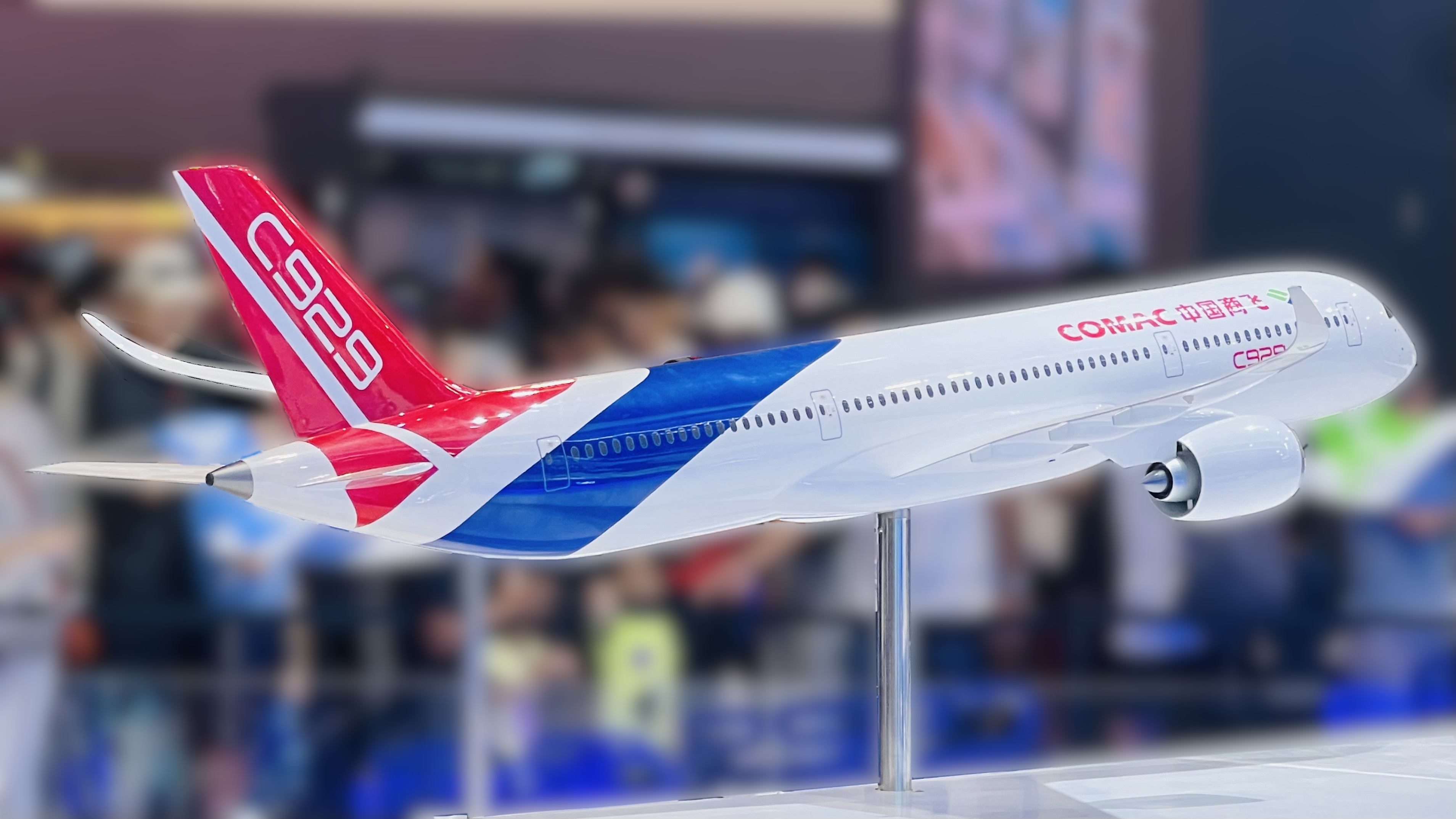
C929

## 股权
商飞成立时的股权结构为：
| 股东                         | 投资额       | 投资比例 | 备注                                         |
| ---------------------------- | ------------ | -------- | -------------------------------------------- |
| 国务院国有资产监督管理委员会 | 60亿元人民币 | 31.58%   | 代表中华人民共和国国务院（中央人民政府）出资 |
| 上海国盛（集团）有限公司     | 50亿元人民币 | 26.32%   | 代表上海市人民政府出资                       |
| 中国航空工业集团公司         | 50亿元人民币 | 26.32%   | 以资产和现金出资                             |
| 中国宝武钢铁集团有限公司     | 10亿元人民币 | 5.26%    | 以现金出资                                   |
| 中国铝业公司                 | 10亿元人民币 | 5.26%    | 以现金出资                                   |
| 中国中化集团公司             | 10亿元人民币 | 5.26%    | 以现金出资                                   |